# 레오니트 니콜라예프
레오니트 바실리예비치 니콜라예프(러시아어: Леони́д Васи́льевич Никола́ев, 1904년 ~ 1934년 12월 29일)는 소련 공산당 레닌그라드 지구당 제1서기 세르게이 키로프를 살해한 암살범이다.